# Vilnohirsk
Vilnohirsk (em ucraniano:  Вільногірськ) é uma cidade da Ucrânia, situada no Oblast de Dnipropetrovsk. Tem 10 km² de área e sua população em 2020 foi estimada em 22.675 habitantes.